# カスパー・バルトリン (1655年生)

De ovariis mulierum et generationis historia epistola anatomica, 1678

カスパー・バルトリン（Caspar Bartholin the Younger、1655年9月10日 - 1738年6月11日）は、デンマークの解剖学者。17世紀に初めてバルトリン腺を記述した。バルトリン腺の発見者は誤って同名の祖父のカスパー・バルトリンとされることがある。

## 出自
デンマークのコペンハーゲンに生まれる。家族には著名な人物が多い。祖父は神学者、解剖学者のカスパー・バルトリン(1585–1629)であり、父は数学者、神学者のトーマス・バルトリン(1616–1680)であり、叔父には科学者、物理学者のラスムス・バルトリン(1625–1698)がいる。

## アカデミックにおける経歴

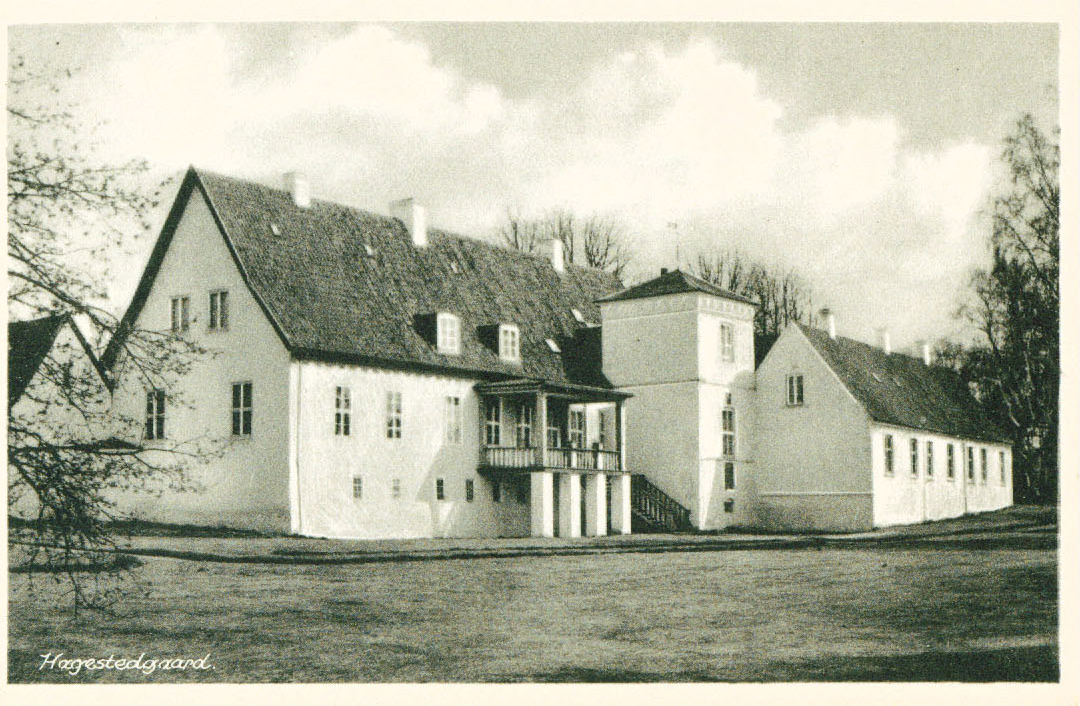
Hagestedgaard (c. 1900)

1671年の16歳の時に医学の勉強を始めた。1674年からオランダ、フランス、イタリアで学んだ。1677年にデンマークへ戻り、コペンハーゲン大学の自然哲学の講師に指名された。翌年に医学の学位を取得し、コペンハーゲン大学の正教授となった。1677年に自身の名前がついているバルトリン腺を記述した。1687年から1688年まではコペンハーゲン大学の学長を務めた。

## 著作
- De tibiis veterum et earum antiquo usu, p. PP7, - Google ブックス. Rome: B. Carrara, 1677 (Bartholin also wrote about music)
- De ovariis mulierum et generationis historia epistola anatomica, p. PA1, - Google ブックス. Amsterdam: J. H. Wetstein, 1678